# Hellmuth Kneser
Hellmuth Kneser (Tartu, 16 de abril de 1898 - Tubinga, 23 de agosto de 1973) fue un matemático alemán.

## Vida y obra
Hijo del matemático Adolf Kneser, estudió en la universidad de Breslavia a partir de 1916, donde su padre fue profesor de matemáticas, donde asistió a clases, entre otros, de Erhard Schmidt.

## Obras
- Funktionentheorie. Studia Mathematica, Göttingen, 1958, 2ª edición, 1966